# Constanze Kurz

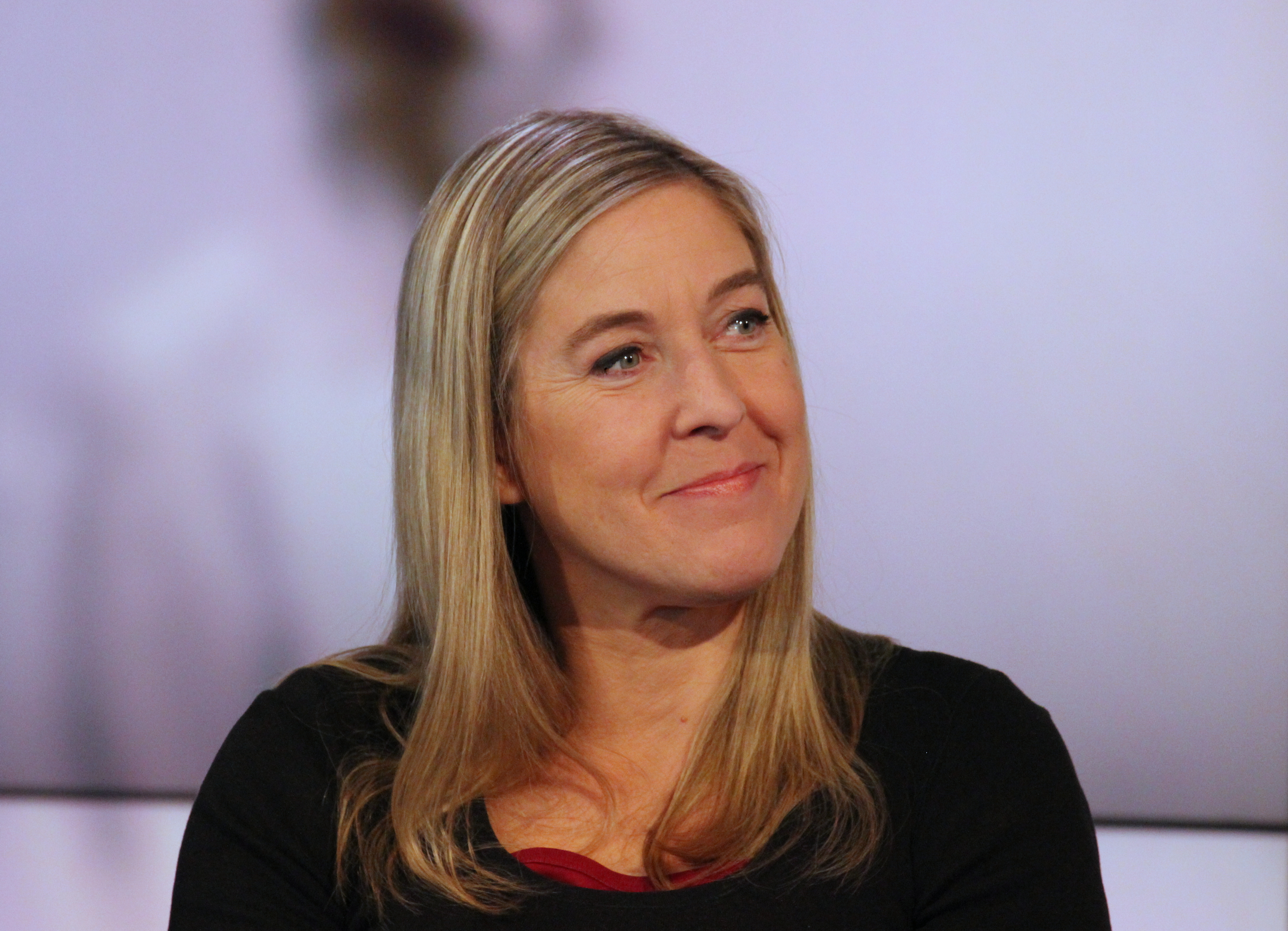
Constanze Kurz bei der Frankfurter Buchmesse (2018)

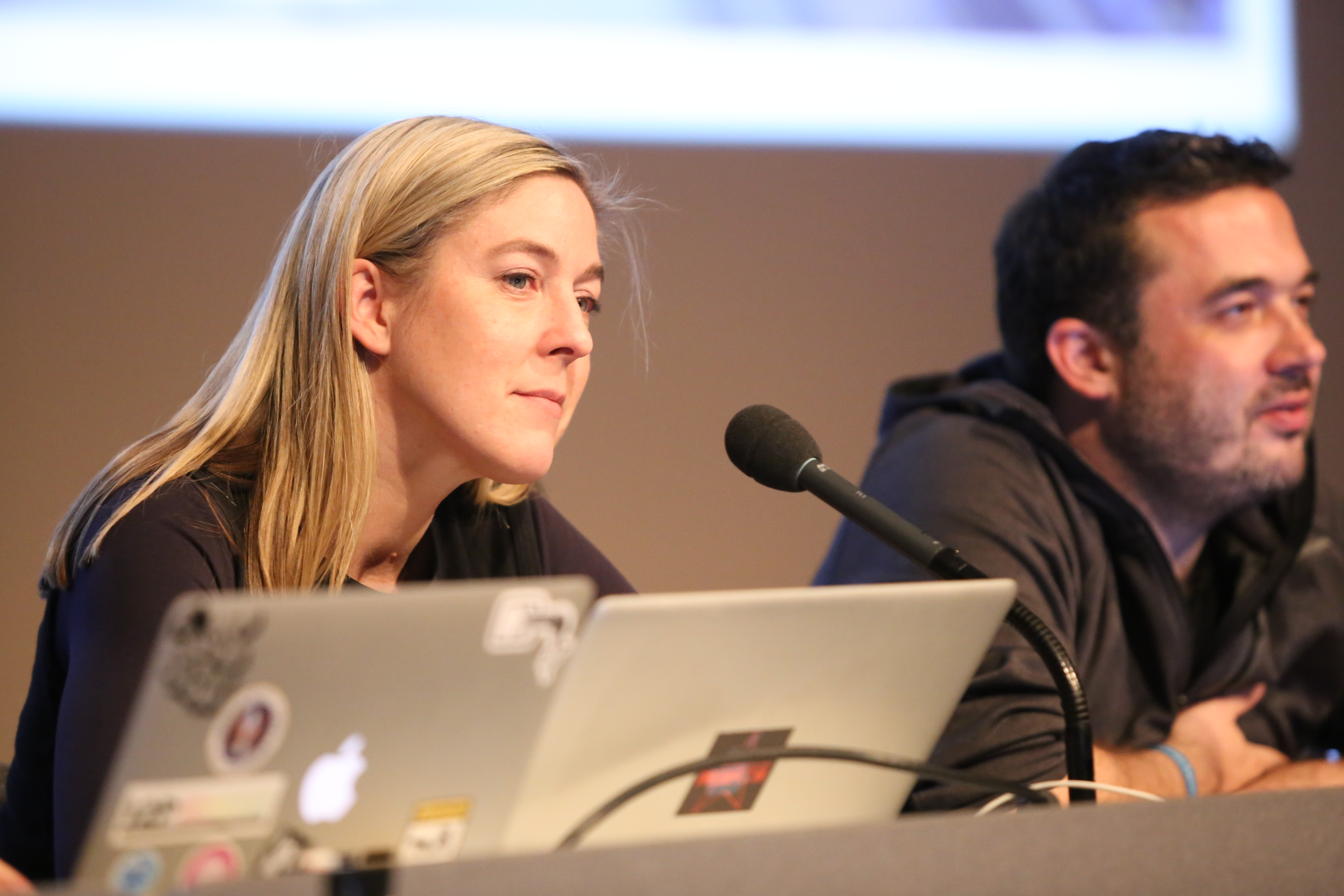
Constanze Kurz beim CCC-Jahresrückblick 2013 mit Frank Rieger

Constanze Kurz (* 2. März 1974 in Ost-Berlin) ist eine deutsche, promovierte Informatikerin, Sachbuchautorin und Sprecherin des Chaos Computer Clubs (CCC). Sie ist insbesondere auf dem Gebiet des Datenschutzes hervorgetreten.

## Leben
Nach Kindheit und Jugend in Berlin studierte sie dort zunächst Volkswirtschaftslehre, bevor sie sich der Informatik zuwandte. Nach ihrem Informatikstudium widmete sie sich der Forschung mit Schwerpunkt Überwachungstechnologie, Ethik, Datenschutz und Datensicherheit. Von 2005 bis 2011 war Kurz wissenschaftliche Mitarbeiterin in der Arbeitsgruppe Informatik in Bildung und Gesellschaft von Professor Wolfgang Coy an der Humboldt-Universität zu Berlin.
Ihre Dissertation zum Thema Wahlcomputer mit dem Titel Elektronische Wahlhelfer in der Demokratie: der Status quo bei politischen Wahlen veröffentlichte sie im Jahr 2013. Bis September 2014 war Kurz als wissenschaftliche Projektleiterin an der Hochschule für Technik und Wirtschaft Berlin tätig, seit Februar 2015 ist sie in Teilzeit Mitglied der Redaktion von Netzpolitik.org.
Kurz engagiert sich in der Gesellschaft für Informatik (GI), dort bereits seit 2003 in der Fachgruppe Informatik & Ethik. Im Jahr 2021 wurde sie zum GI Fellow ernannt. Sie ist Mitglied im Beirat des Forum InformatikerInnen für Frieden und gesellschaftliche Verantwortung. Im Chaos Computer Club e. V., der größten europäischen Hackervereinigung, ist sie eine ehrenamtliche Sprecherin.
Die Linksfraktion benannte Kurz als Sachverständige für die Enquête-Kommission Internet und digitale Gesellschaft des Deutschen Bundestages. Sie beriet als technische Sachverständige das Bundesverfassungsgericht anlässlich der Beschwerdeverfahren gegen Wahlcomputer, die Vorratsdatenspeicherung, zur Antiterrordatei, zum Staatstrojaner im BKA-Gesetz und zum BND-Gesetz.
Sie war Mitglied der Jury des Ideenwettbewerbs „Vergessen im Internet“, der von der Projektgruppe Netzpolitik des Bundesinnenministeriums bis zum 31. August 2011 durchgeführt wurde. Sie engagierte sich auch in der Experten-Jury zum Aufbau des Deutschen Internet-Instituts.
Im Februar 2012 war die parteilose Kurz von den Grünen für das Amt der Datenschutzbeauftragten im Land Thüringen nominiert worden, verlor jedoch mit 34 der 82 gültigen Stimmen gegen den von der Regierungskoalition von CDU und SPD aufgestellten Lutz Hasse, auf den 45 Stimmen fielen.
Kurz ist Herausgeberin und Autorin zahlreicher Werke (siehe unten). In ihren Blogs, Essays und in ihrer vierzehntäglichen Kolumne Aus dem Maschinenraum (2010–2019) in der Frankfurter Allgemeinen Zeitung  richtet sie die Aufmerksamkeit auf Sicherheitslücken und Monopole im Bereich der neuen Technologien und zeigt zugleich demokratische Alternativen auf.

## Auszeichnungen
- 2011 platzierte die Computerwoche Kurz auf Platz 38 der 100 „bedeutendsten Persönlichkeiten in der deutschen IT“. In diesem Ranking wurde sie – nach Martina Koederitz und Regine Stachelhaus – als drittwichtigste Frau eingeschätzt.[22]
- 2012 wurde ihr zusammen mit Frank Rieger der Werner-Holtfort-Preis für bürger- und menschenrechtliches Engagement verliehen.[23]
- 20. April 2013 Verleihung der Theodor-Heuss-Medaille durch die Theodor-Heuss-Stiftung für ihr vorbildliches demokratisches Verhalten.[24]
- 2014 Toleranzpreis der Evangelischen Akademie Tutzing in der Kategorie Zivilcourage[25]
- 15. September 2014: Im Rahmen der Initiative Wissenschaftsjahr 2014 Die Digitale Gesellschaft des Bundesministeriums für Bildung und Forschung und der Gesellschaft für Informatik wurde sie mit der Auszeichnung Deutschlands Digitale Köpfe geehrt. Die Auszeichnung gilt jenen, die mit ihren Ideen und Projekten die digitale Entwicklung in Deutschland vorantreiben.[26]
- 19. November 2014: Sie wurde von Jury und Publikum des Magazins „Edition F“ als eine der „25 Frauen für die digitale Zukunft“ gewählt.[27]
- 1. Oktober 2021: Ernennung als GI Fellow der Gesellschaft für Informatik e. V. im Rahmen der INFORMATIK 2021.[28]

## Schriften
- als Herausgeberin zusammen mit Sandro Gaycken: 1984.exe – Gesellschaftliche, politische und juristische Aspekte moderner Überwachungstechnologien. transcript, Bielefeld 2008, ISBN 978-3-89942-766-0.
- zusammen mit Debora Weber-Wulff, Christina Class, Wolfgang Coy, David Zellhöfer: Gewissensbisse: Ethische Probleme der Informatik. Biometrie – Datenschutz – geistiges Eigentum. transcript, Bielefeld 2009, ISBN 978-3-8376-1221-9.
- zusammen mit Udo Thiedeke: Picknick mit Cyborgs – Ein interdisziplinäres Gespräch über die alltägliche Vernetzung. GRIN Verlag, München 2010, ISBN 978-3-640-67856-3.
- zusammen mit Frank Rieger: Die Datenfresser: Wie Internetfirmen und Staat sich unsere persönlichen Daten einverleiben und wie wir die Kontrolle darüber zurückerlangen. S. Fischer, Frankfurt am Main 2011, ISBN 978-3-10-048518-2.
- als Herausgeberin zusammen mit Andrea Knaut, Christian Kühne, Jörg Pohle, Rainer Rehak, Stefan Ullrich: Per Anhalter durch die Turing-Galaxis. Monsenstein und Vannerdat, Münster 2012, ISBN 978-3-86991-697-2.
- Elektronische Wahlhelfer in der Demokratie. Der Status quo bei politischen Wahlen. Humboldt-Universität zu Berlin, Dissertation, 2013.[29]
- zusammen mit Frank Rieger: Arbeitsfrei: Eine Entdeckungsreise zu den Maschinen, die uns ersetzen, Riemann Verlag, München Oktober 2013, ISBN 978-3-570-50155-9.
- zusammen mit Frank Rieger: Cyberwar: Die Gefahr aus dem Netz. Wer uns bedroht und wie wir uns wehren können, C. Bertelsmann, München 2018, ISBN 978-3-570-10351-7.

## Stellungnahmen
- Stellungnahme an das Bundesverfassungsgericht (2 BvC 3/07, 2 BvC 4/07): Beschreibung und Auswertung der Untersuchungen an NEDAP-Wahlcomputern, zusammen mit Rop Gonggrijp und Frank Rieger, 30. Mai 2007[30]
- Stellungnahme an das Bundesverfassungsgericht (2 BvR 2233/07): Auswirkungen der Strafrechtsänderung des Hackerparagrafen 202c auf die Computersicherheit, zusammen mit Felix Lindner, Thorsten Schröder und Frank Rieger, 15. Juli 2008[31]
- Stellungnahme an das Bundesverfassungsgericht (1 BvR 256/08, 1 BvR 263/08, 1 BvR 586/08) zur Vorratsdatenspeicherung, zusammen mit Frank Rieger, 9. Mai 2009[32]
- NSA-Skandal: Kurz stellte am 29. Januar 2014 Strafanzeige gegen die Bundesregierung[33]
- Stellungnahme an das Bundesverfassungsgericht (1 BvR 966/09, 1 BvR 1140/09) zum BKA-Gesetz und zum Einsatz von Staatstrojanern, zusammen mit Dirk Engling, Thorsten Schröder und Frank Rieger, 7. Juli 2015[34]
- Stellungnahme an das Bundesverfassungsgericht (1 BvR 2835/17) zum BND-Gesetz und zur Ausland-Ausland-Fernmeldeaufklärung, zusammen mit Dirk Engling und Rainer Rehak, 27. November 2019[35]
- Stellungnahme an den Ausschuss für Menschenrechte und humanitäre Hilfe des Deutschen Bundestags: Menschenrechte und politische Teilhabe im digitalen Zeitalter, zusammen mit Jens Kubieziel, Rainer Rehak und Frank Rieger, 8. Juni 2020[36]